# Le Docteur Miracle
Le Docteur Miracle er en operette i én akt af Georges Bizet. Librettoen af Léon Battu og Ludovic Halévy er baseret på Sheridans skuespil Saint Patrick's Day. Bizet skrev værket, da han var blot 18 år gammel til en konkurrence arrangeret af Jacques Offenbach. Han delte førstepræmien med Charles Lecocq. Hans belønning var at få stykket opført 11 gange på Offenbachs teater, Bouffes-Parisiens. Premieren fandt sted den 9. april 1857. 

## Roller
| Rolle                                        | Stemmetype  | Originalbesætning, 9. april 1857 Dirigent: Jacques Offenbach |
| -------------------------------------------- | ----------- | ------------------------------------------------------------ |
| Laurette                                     | Sopran      | Marie Dalmont                                                |
| Véronique                                    | Mezzosopran | Marguerite Macé-Montrouge                                    |
| Capitaine Silvio / Pasquin / Docteur Miracle | Tenor       | Gerpré                                                       |
| Le Podestat                                  | Baryton     | Pradeau                                                      |
|                                              |             |                                                              |